# Stephen F. Windon
Stephen F. Windon (Sydney, 28 januari 1959) is een Australisch cameraman en director of photography (DoP). Hij heeft talloze commercials, televisieproducties, documentaires en speelfilms gemaakt, waaronder de filmreeks The Fast and the Furious. Hij heeft meerdere malen samengewerkt met filmregisseur Justin Lin.
Windon begon zijn carrière als cameraman voor Australische televisieprogramma's begin jaren tachtig. Daarna ging hij aan de slag voor cameraman Russell Boyd als director of photography: second unit en eerste assistent-camera: New York voor de film Crocodile Dundee II uit 1988. Hetzelfde jaar maakte hij zijn speelfilmdebuut als cameraman met de horrorfilm Kadaicha.  Windon is lid van de Australian Cinematographers Society (ACS) sinds 1989 en de American Society of Cinematographers (ASC) sinds 2015.

## Filmografie

### Film
| Jaar | Titel                                    | Opmerkingen                                                 |
| ---- | ---------------------------------------- | ----------------------------------------------------------- |
| 1988 | Kadaicha                                 | Alternatieve titel Stones of Death                          |
| 1993 | No Worries                               | Nominatie: AFI Award voor beste prestatie in cinematografie |
| 1993 | Love in Limbo                            |                                                             |
| 1994 | Country Life                             | Nominatie: AFI Award voor beste prestatie in cinematografie |
| 1994 | Rapa-Nui                                 |                                                             |
| 1996 | Hotel de Love                            |                                                             |
| 1997 | The Postman                              |                                                             |
| 1998 | Firestorm                                |                                                             |
| 1998 | The Patriot                              |                                                             |
| 1999 | Deep Blue Sea                            |                                                             |
| 2002 | The Tuxedo                               |                                                             |
| 2004 | Anacondas: The Hunt for the Blood Orchid |                                                             |
| 2005 | House of Wax                             |                                                             |
| 2006 | The Fast and the Furious: Tokyo Drift    |                                                             |
| 2010 | Needle                                   | Melbourne Underground Film Festival: Beste cinematografie   |
| 2011 | Fast Five                                |                                                             |
| 2013 | G.I. Joe: Retaliation                    |                                                             |
| 2013 | Fast & Furious 6                         |                                                             |
| 2015 | Furious 7                                | met Marc Spicer                                             |
| 2016 | Star Trek: Beyond                        |                                                             |
| 2017 | The Fate of the Furious                  | Alternatieve titel Fast & Furious 8                         |
| 2020 | Sonic the Hedgehog                       |                                                             |
| 2021 | F9                                       | Alternatieve titel Fast & Furious 9                         |
| 2022 | The Gray Man                             |                                                             |
| 2023 | Fast X                                   | Alternatieve titel Fast & Furious 10                        |

### Televisie
| Jaar | Titel                    | Opmerkingen |
| ---- | ------------------------ | --- |
| 1988 | Prejudice                | Televisiefilm |
| 1989 | Mission: Impossible      | 6 aflevering |
| 1990 | Come in Spinner          | Televisiefilm |
| 1991 | Act of Necessity         | Televisiefilm |
| 1992 | The Leaving of Liverpool | Televisiefilm |
| 1995 | In Pursuit of Honor      | Televisiefilm |
| 2001 | South Pacific            | Televisiefilm |
| 2001 | The Diamond of Jeru      | Televisiefilm |
| 2010 | The Pacific              | 5 afleveringen American Society of Cinematographers voor beste cinematografie in films / miniserie-televisie, voor Afl. "Okinawa" Australian Cinematographers Society voor beste televisiedrama's en miniseries Nominatie: Emmy Award voor beste cinematografie voor een miniserie of film, voor afl. "Okinawa" |
| 2018 | Magnum P.I.              | Aflevering "I Saw the Sun Rise" |
| 2019 | Diary of an Uber Driver  | 6 afleveringen |